# Luigi Amerio
Luigi Amerio (Pádua, 15 de agosto de 1912 — Milão, 28 de setembro de 2004) foi um matemático italiano. É conhecido por seu trabalho sobre funções quase periódicas.
Após terminar o colegial em Pavia e Milão, em 1935, graduou-se em engenharia elétrica no Politecnico di Milano, com doutorado em matemática na Universidade de Milão com uma tese sobre Transformada de Laplace em 1936, orientado por Guido Ascoli. Em 1937 foi assistente, primeiro em Milão, depois em Roma com Leonida Tonelli, e depois com Mauro Picone no Istituto per le Applicazioni del Calcolo. Em 1942 qualificou-se como professor de análise matemática e em 1947 obteve a cátedra de análise matemática, seguindo para a Università degli Studi di Genova. Em 1949 mudou-se para a Faculdade de Engenharia do Politecnico di Milano, onde permaneceu até aposentar-se em 1987. Desde 1980 foi catedrático de métodos matemáticos para engenharia, sendo depois professor emérito, sendo por muitos anos decano de matemática em Milão.
Membro efetivo da Accademia Nazionale dei Lincei, da Academia Nacional das Ciências (Itália), do Istituto lombardo di scienze e lettere (onde atuou como presidente), do Istituto Veneto, da Accademia delle Scienze di Torino e da Accademia Ligure.
Seus amplos interesses de pesquisa e sua dedicação à pesquisa o levaram a abordar tópicos como a transformada de Laplace, a teoria das séries, equações diferenciais ordinárias não-lineares, equações diferenciais parciais elípticas e hiperbólicas, focando principalmente em funções quase-periódicas com valores em espaços de Banach e problemas hiperbólicos com restrições unilaterais, questões em que alcançou o estado da arte.
Acadêmico de grande cultura, que se manifestava em particular paixão e conhecimento para a música. Também trabalhou muito para o ensino de matemática e foi autor de uma série de livros de relevante influência.